# Drapetis naevia
Drapetis naevia är en tvåvingeart som beskrevs av Rogers 1983. Drapetis naevia ingår i släktet Drapetis och familjen puckeldansflugor.
Artens utbredningsområde är El Salvador. Inga underarter finns listade i Catalogue of Life.